# Werner Graf von Veltheim

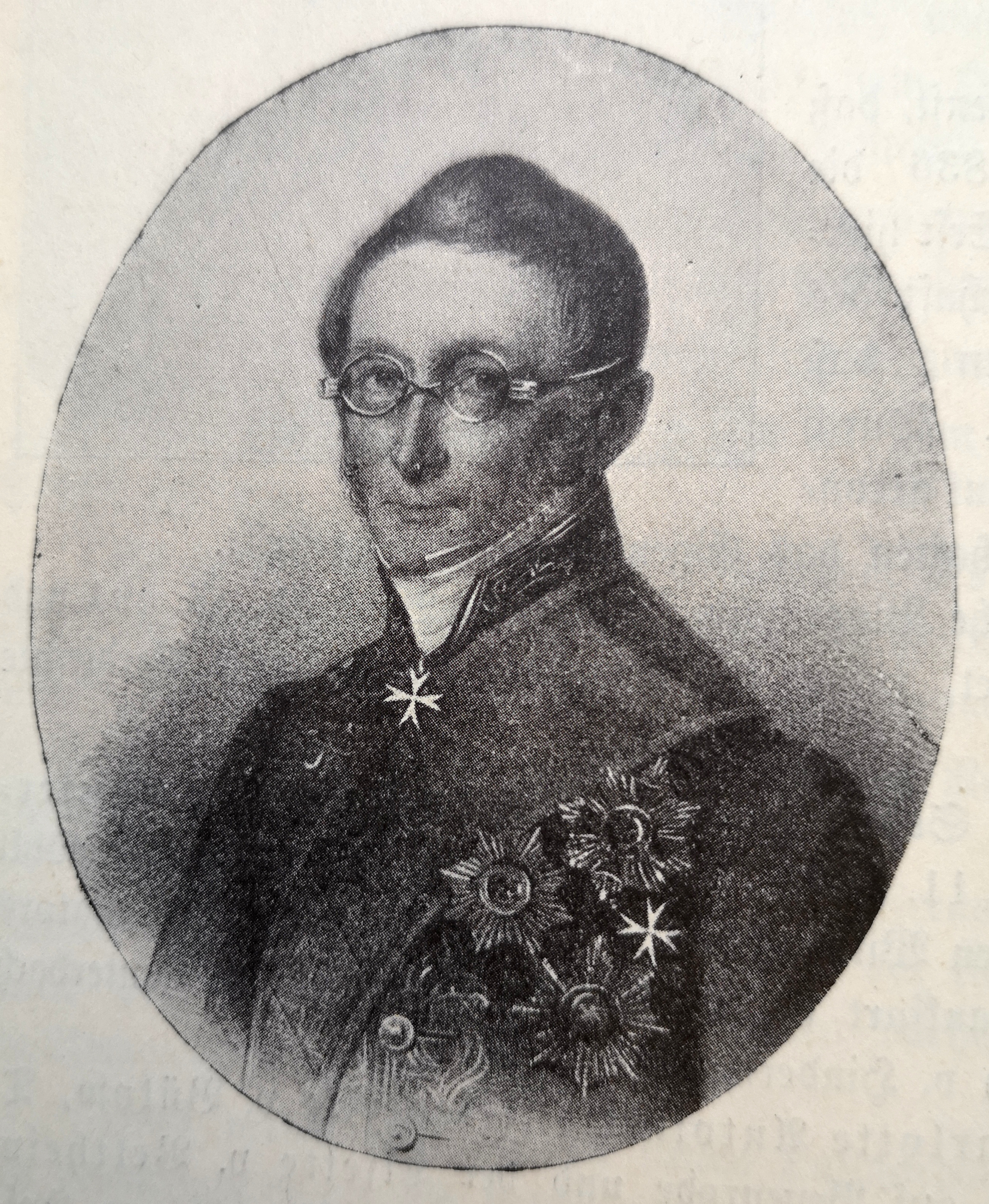
Graf Werner von Veltheim, um 1835

Graf Werner von Veltheim (* 18. Februar 1785 in Braunschweig; † 5. Juni 1860 in Harbke) war ein braunschweigischer Staatsminister und Forstmeister. Er hat sich als Vorstand der Forsteinrichtungs- und Taxationskommission um die Betriebsregulation der braunschweigischen Forste verdient gemacht und der Devastierung weiter Waldflächen ein Ende bereitet. An der Entwicklung des Forstwesens hatte er bis zu seinem Ausscheiden aus dem Staatsdienst reges Interesse gezeigt.

## Herkunft
Graf Werner von Veltheim stammt aus der Harbke’schen Linie des alten Adelsgeschlechtes derer von Veltheim.

## Leben
Graf Werner von Veltheim war zweiter Sohn des Berghauptmanns August Ferdinand von Veltheim (1741–1801) und dessen Ehefrau Ottonia Henriette von Arnim (* 25. Januar 1760; † 16. März 1803 in Braunschweig). Es ist anzunehmen, dass er, genauso wie sein Bruder Röttger (1781–1848), eine sorgfältige Ausbildung von Hauslehrern im Sommer in Harbke und im Winterhalbjahr in Braunschweig erhielt. Er studierte bis 1806 Forst- und Kameralwissenschaften erst in Braunschweig am Collegium Carolinum, dann in Göttingen an der Georg-August-Universität. Es folgten forstwissenschaftliche Reisen, insbesondere nach Ostpreußen.
Jérôme Bonaparte, König des Königreiches Westphalen, holte ihn als Ehrenstallmeister für seine Ehefrau Katharina von Württemberg nach Kassel. Es gelang ihm, sich dem Dienst am Hof zu entziehen und sich wieder dem Forstdienst zuzuwenden. Am 9. Juni 1808 fand er eine Anstellung bei Kaspar Heinrich von Sierstorpff als Sous-Inspecteur 2. Klasse in der Unterinspektion Helmstedt, wo er sich den Ursachen und der Abhilfe des um sich greifenden Holzdiebstahls widmete. 1815 wurde er Forstmeister im Oberforst Königslutter und am 25. März 1819 Kammerrat im Herzogtum Braunschweig. Nachdem sich Julius von den Brinken in russische Dienste nach Polen begeben hatte, wurde von Veltheim am 13. März 1819 die Leitung der Forsteinrichtungs-Abteilung übergeben. Er bestand auf einer grundlegenden Überarbeitung der von den Brinken eingeleiteten Forstvermessungsmaßnahmen. Die zahlreichen schwebenden Waldweideberechtigungen, die sich als erhebliches Hemmnis einer geregelten Waldwirtschaft erwiesen hatten, ließ er durch Abtretung von Forstgrund ablösen. Dies erforderte eine Neuvermessung der Restflächen. Nacheinander wurden die Oberforste Holzminden und Stadtoldendorf, dann Blankenburg, Hasselfelde, Harzburg und Seesen vermessen und anschließend neue Bewirtschaftungspläne ausgearbeitet. Darauf folgten bis 1823 noch die Oberforste Walkenried und Königslutter und schließlich der Oberforst Braunschweig. Die Herausgabe eines Wirtschaftsplans für den Oberforst Helmstedt verzögerte sich vermutlich auf Grund umfangreicher Grenzunstimmigkeiten an der Landesgrenze zur Provinz Sachsen. Um einen Überblick zur  Entwicklung des Holzvorrats und -einschlags an den einzelnen Forstorten zu gewinnen, führte von Veltheim zur Hauungskontrolle die Führung von Ertragslagerbüchern ein.
Den Abschluss der umfangreichen Arbeiten zum Waldumbau konnte von Veltheim nach 21 Jahren am 26. Juni 1830 melden. Zu diesem Zeitpunkt beendete er auch seine Tätigkeit im Kammerrat des Herzogtums Braunschweig. Grund dafür waren Differenzen zwischen ihm und dem Herzog Karl II. Letzterer hatte erwartet, dass sich von Veltheim an Stelle seiner mit dem Grafen Ernst zu Münster wegen einiger Unstimmigkeiten duellieren würde. Auf dieses Ansinnen ging von Veltheim jedoch nicht ein und fiel daraufhin beim Herzog in Ungnade. Als Herzog Karl auch noch den Staatsrat Rudolf von Bosse zum Vorgesetzten von Werner von Veltheim ernannt hatte, nahm dieser das zum Anlass, um seine Entlassung zu bitten, was ihm auch gewährt wurde. Gleichzeitig trug er sich mit dem Gedanken, in preußische Staatsdienste zu treten.
Nachdem Karl II. Braunschweig im September 1830 während des braunschweigischen Volksaufstandes verlassen hatte, trat von Veltheim aus seiner Zurückgezogenheit wieder hervor. Man sah ihn oft in der Umgebung des Herzogs Wilhelm, dem Bruder von Karl II. Unmittelbar nach dem Regierungsantritt des Herzogs Wilhelm wurde von Veltheim im Oktober 1830 Mitglied des Ministerialrats und übernahm die Abteilung für Auswärtige Angelegenheiten und Militärwesen. Ein Jahr später wurde er zum leitenden Minister an die Spitze der Verwaltung berufen. Bei der Gestaltung des Gesetzes über die Aufhebung der Feudalrechte, der braunschweigischen Ablösungsordnung aus dem Jahr 1834, wird ihm eine Mitwirkung zugeschrieben.
Die Revolution 1848/1849 im Herzogtum Braunschweig veranlasste ihn zum Rücktritt.  Er erbat seine Entlassung, weil er „einer neuen Entwicklung nicht im Wege stehen wollte“ und zog sich auf sein Familiengut in Harbke bei Helmstedt zurück, zumal er nach dem Tod seines Bruders Röttger familiäre Majorats-Verpflichtungen wahrnehmen musste.

## Auszeichnungen
Veltheim war Träger des Großkreuzes des Ordens Heinrichs des Löwen und des Großkreuzes des Guelphen-Ordens sowie des Ritters des  Kgl. Preuß. Roten-Adler-Ordens und Ritters des Königlich Preußischen St. Johanniter-Ordens.

## Familie
Werner von Veltheim war drei Mal verheiratet. Seine erste Frau, Wilhelmine von Adelebsen, verstarb bereits ein Jahr nach der Heirat. Zwei Jahre später im Dezember 1812 vermählte er sich mit deren Schwester Adelheit Melusine, die am 24. Februar 1823 starb. Im August 1824 heiratete er Emilie von Briesen (1801–1869).